# Helmut Sassenbach
Helmut Sassenbach (* 31. Januar 1959) ist ein ehemaliger deutscher Rudersportler, der als Steuermann bei Weltmeisterschaften eine Goldmedaille und zwei Silbermedaillen gewann.

## Sportliche Karriere
Sassenbach gehörte dem Kölner Ruderverein von 1877 an. Seinen ersten deutschen Meistertitel erreichte er 1976 im Leichtgewichts-Achter. Von 1977 bis 1979 steuerte er dreimal das deutsche Meisterboot im Zweier mit Steuermann, in dem auch sein Vereinskamerad Gabriel Konertz ruderte. 1977 wurden Konertz und Sassenbach auch Deutsche Meister im Vierer mit Steuermann. Hinzu kam der deutsche Meistertitel im Achter von 1977 bis 1979.
Sassenbach nahm viermal an Weltmeisterschaften teil. 1976 in Villach gewann er den Titel mit dem Leichtgewichts-Achter. 1977 in Amsterdam steuerte er den Vierer mit Gabriel Konertz, Wolfram Thiem, Frank Schütze und Klaus Meyer zur Silbermedaille hinter dem Boot aus der DDR. Ein Jahr später bei den Weltmeisterschaften 1978 in Neuseeland gewann erneut der DDR-Vierer vor Wolf-Dietrich Oschlies, Thiem, Schütze, Konertz und Sassenbach. 1979 in Bled ruderten Konertz, Meyer und Sassenbach im Zweier. Sie erreichten nur das B-Finale und traten dann nicht mehr an.